# 独立民主連合
独立民主連合（どくりつみんしゅれんごう、スペイン語: Unión Democrata Independiente, UDI）は、チリの右派政党。国際民主同盟に加盟している。
1983年、アウグスト・ピノチェト軍事政権下で結成。当初の名称は 独立民主連合運動（スペイン語: Movimiento Unión Demócrata Independiente, MUDI）といい、そのとき中心となったのはハイメ・グスマン（Jaime Guzmán、のち民主化移行中の1991年にチリ共産党指導下のマヌエル・ロドリゲス愛国戦線によって暗殺される）で、カトリック社会教説（Catholic social teaching）に影響を受けたギルド的なGremialismoが思想の柱であった。この団体はピノチェト軍事政権の（文民部門の）政治的な支柱として中間層や下層階級、農村部に支持を広げていった。
MUDIは1987年に国民革新党の結成に参加するが、同党がピノチェトからやや距離を置くなか、逆にピノチェトを強硬に支持するようになり、1989年にグスマンらが国民革新党を離れ、独自の政党として 独立民主連合 を登録した。しかし民主化以降は国民革新党などとの保守政党連合「民主主義と進歩」（スペイン語: Democracia y Progreso）、「チリのための同盟」（スペイン語: Alianza por Chile）、「変革のための同盟」（スペイン語: Coalición por el Cambio）を維持してきた。2001年から単独では議会の最大政党となっている。近年、ピノチェト体制を非難したり、同性婚を容認するなどリベラルな見解を示している。